# St. Michael (Schönberg)

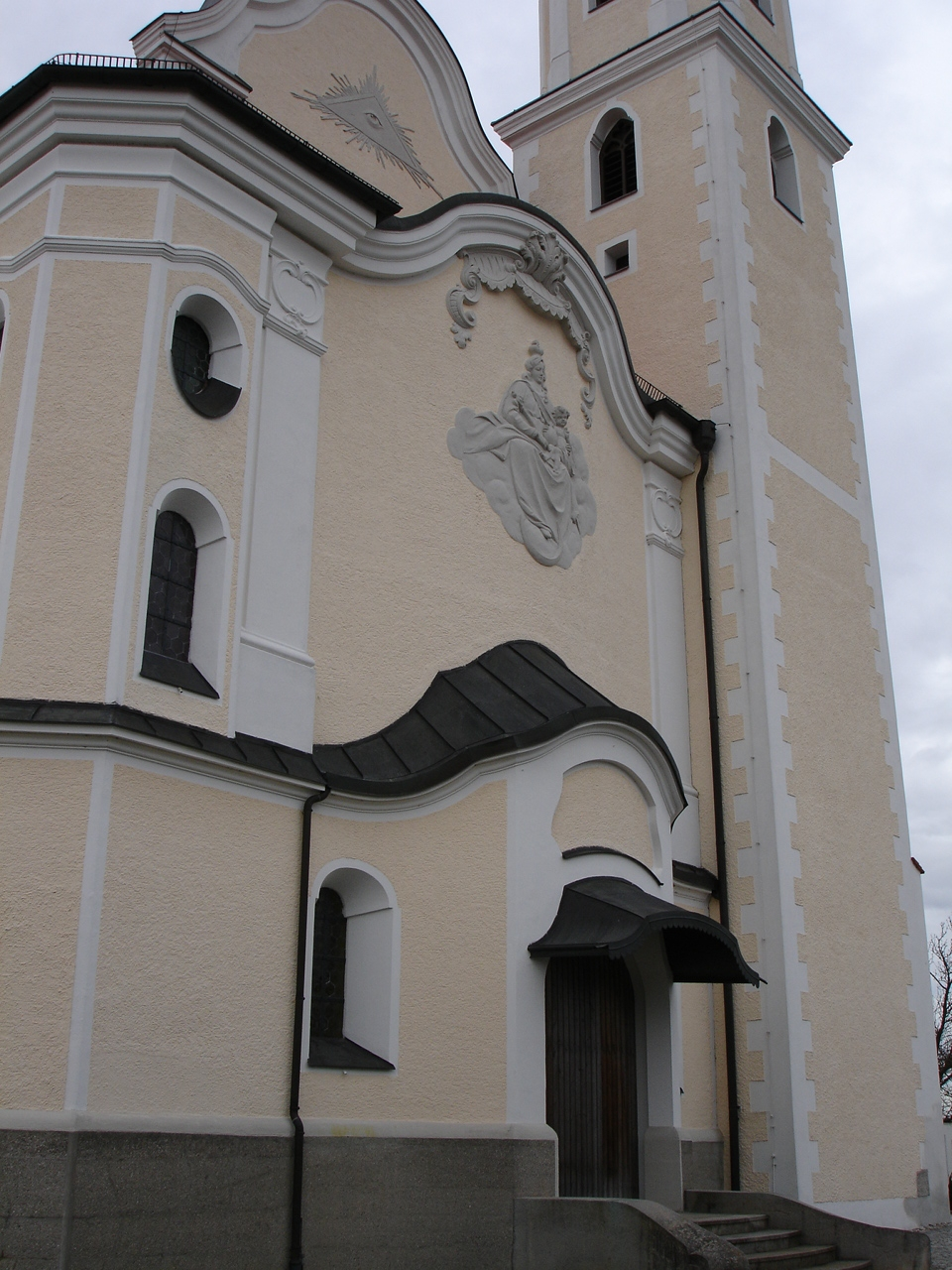
St. Michael in Schönberg

Die römisch-katholische Pfarrkirche St. Michael steht in der Gemeinde Schönberg im oberbayerischen Landkreis Mühldorf am Inn. Sie ist in der Liste der Baudenkmäler in Schönberg (Oberbayern) als Baudenkmal unter der Nr. D-1-83-143-1 eingetragen. Die Kirche gehört zum Dekanat Mühldorf im Erzbistum München und Freising.

## Beschreibung
Die neobarocke Saalkirche wurde 1912–15 nach Plänen von Joseph Elsner junior erbaut. Sie besteht aus dem Langhaus zu vier Jochen, dem eingezogenen, halbrund geschlossenen Chor im Osten und dem Kirchturm neben der Fassade im Westen. An dieser ist das von Anton Kaindl aus Stuck geschaffene Relief eines Marienbildnisses angebracht. Die unteren Geschosse des Kirchturms stammen vom mittelalterlichen Vorgängerbau. 
Das Altarretabel des Hochaltars wurde 1775 von Balthasar Mang mit Mariens Himmelfahrt bemalt. Über den seitlichen Durchgängen des Hochaltars stehen die Statuen des Benno von Meißen und des Korbinian. Die Orgel wurde 1915 von Willibald Siemann gebaut.